# 우메카와 아키요시
우메카와 아키요시(梅川昭美, 1948년 3월 1일 - 1979년 1월 28일)은 일본의 연쇄 살인자이다.

## 일찍부터 강도살인을 하다
히로시마현 오타케시 출신으로 하드보일드 소설을 즐겨읽었다. 15세 때인 1963년에 강도 행위를 하면서 1명을 살해했다. 범죄의 내용으로 보아서는 무기징역이 합당했으나, 소년범이었기에 불과 1년 6개월의 징역으로 우메카와는 석방되었고, 그의 전과는 묻히고 말았다. 이후 우메카와는 살로 소돔의 120일을 보고 나서 큰 범죄를 저지르고 싶다는 생각을 하게 되었다.

## 인질극을 일으키다
우메카와는 1979년 1월 26일, 오사키시 스미요시구에 있는 미쓰비시 은행의 지점을 습격하여 비상전화로 경찰에 알리려는 은행 직원을 사살하고 손님과 직원 40여명을 인질로 잡았고 은행을 점거했다. 그러나 달아난 손님 중 한 사람이 사건을 경찰에 알려 경찰관들이 출동하였으나, 경찰관 2명이 우메카와에게 사살당하고 말았다. 특히 우메카와는 은행 직원들에게 '살로 소돔의 120일을 아느냐'면서 옷을 벗고 알몸으로 있도록 지시했다(남직원은 상반신만 벗도록 했다). 이후 우메카와는 은행 지점장을 사살하며 저항했으나, 1월 28일, 경찰 기동대가 은행에 투입되어 사살되었다.

## 같이 보기
- 특수급습부대